# Pinacotarsus proximus
Pinacotarsus proximus är en skalbaggsart som beskrevs av Ferreira 1969. Pinacotarsus proximus ingår i släktet Pinacotarsus och familjen bladhorningar. Inga underarter finns listade i Catalogue of Life.